# 홍승수
홍승수(洪承樹, 1944년 ~ 2019년 4월 15일)는 대한민국의 천문학 교육자이자 저술가 및 번역가이다. 호(號)는 관허(觀虛), 당호(堂號)는 관솔재(관솔齋), 관허재(觀虛齋), 함허재(涵虛齋).

## 생애
서울특별시에서 태어났으며, 1967년에 서울대학교를 졸업하고 같은 대학교에서 석사 과정을 수료한 후, 1975년에 미국 뉴욕주립대학교 대학원에서 박사 학위를 받았다. 이후 여러 연구 기관과 교육 기관에서 천문학 연구에 종사하였고, 1978년부터 출신 학교인 서울대학교 천문학부에서 교수로 재직하였다. 2009년에 31년 동안의 교직 생활을 마치고 정년 퇴임하였으며, 이후 학술 활동을 계속하다 2019년에 숙환으로 별세하였다.
천문학 관련 저서와 번역서 15권, 에세이 한 권을 저술 및 출간하고 78편의 연구 논문을 발표하였으며, 대중 강연으로 천문학 대중화를 위해 노력하였다. 특히 칼 세이건의 역작(力作) 천문학 《코스모스(Cosmos)》를 번역 출간한 것으로 널리 알려졌다.

## 학력
- 1963년, 경복고등학교 (제38회 졸업)
- 1967년, 서울대학교 천문기상학과 졸업 (학사)
- 1972년, 서울대학교 대학원 (석사)
- 1975년, 뉴욕 주립 대학교 대학원 (천체물리학 박사)

## 경력
- 네덜란드 레이던(Leiden) 대학교 (박사 후 연구원)[9]
- 네덜란드 하위헌스 연구소
- 1978년 3월 ~ 2009년 6월 : 서울대학교 자연과학대학 천문학과 교수 (정년퇴임)[10]
- 영국 케임브리지 대학교 천문학 연구소
- 미국 플로리다 대학교 연구 교수
- 하버드-스미스소니언 천체 물리학 센터에서 방문 교수
- 일본 우주항공연구개발기구(JAXA) 초빙 교수
- 2009년 9월 1일 ~ 2019년 : 서울대학교 자연과학대학 천문학부 명예교수
- 1992년 5월 1일 ~ 1994년 4월 30일 : 한국천문학회 회장 (제16대)
- 2010년 1월 ~ 2012년 12월 : 한국천문학회 부설 소남(召南)천문학사연구소[11] 소장 (제2대)
- 2010년 7월 1일 ~ 2014년 6월 30일 : 국립고흥청소년우주체험센터(NYSC) 원장 (초대 및 제2대)
- 2007년 : 한국천문올림피아드위원회 위원장[12]
- 한국과학기술총연합회 이사

## 수상
- 1992년, 과학기술처 장관상 (우수 과학 도서 번역상)[13]
- 2006년 10월, 제2회 서울대학교 교육상 대상 (올해의 교육상 대상)[14]
- 2007년 10월, 한국천문학회 제1회 소남학술상
- 2009년, 한국천문학회 공로상
- 2009년 8월, 근정포장[15]

## 주요 저서

### 집필
- 1993년, 《과학과 신앙》 (공저)
- 1994년, 《21세기와 자연 과학》 (공저)
- 1994년, 《우주 개발의 오늘과 내일》 (공저)
- 1995년, 《수치 천체 물리학 I》 (공저)
- 1996년, 《은하계의 형성과 화학적 진화》 (공저)
- 1997년, 《성간 매질에서의 물리 현상』 (공저)
- 2011년, 《감히, 아름다움》 (공저)
- 2017년, 《나의 코스모스》

### 역서
- 1982년, 《천문학개요》 (공역)
- 1991년, 《대폭발(The Big Bang)》
- 1993년, 《기본 천문학(Fundamental Astronomy)》 (공역, 2008년 재출간)
- 1997년, 《천문학 및 천체 물리학 서론(Introductory Astronomy and Astrophysics)》 (공역)
- 2004년, 《코스모스(Cosmos)》
- 2009년, 《우주(Universe)》 (공역)
- 2013년, 《지구 바깥세상 우주에는(Out of This World)》
- 2018년, 《날마다 천체 물리(Astrophysics for People in A Hurry)》

### 에세이
- 2018년, 《하늘을 디디고 땅을 우러르며》

## 같이 보기
- 천문학
- 천체물리학